# Harihar
Harihar là một thị xã và là nơi đặt hội đồng thành phố của quận Davanagere thuộc bang Karnataka, Ấn Độ.

## Địa lý
Harihar có vị trí 14°31′B 75°48′Đ / 14,52°B 75,8°Đ Nó có độ cao trung bình là 540 mét (1771 feet).

## Nhân khẩu
Theo điều tra dân số năm 2001 của Ấn Độ, Harihar có dân số 75.042 người. Phái nam chiếm 51% tổng số dân và phái nữ chiếm 49%. Harihar có tỷ lệ 73% biết đọc biết viết, cao hơn tỷ lệ trung bình toàn quốc là 59,5%: tỷ lệ cho phái nam là 78%, và tỷ lệ cho phái nữ là 69%. Tại Harihar, 11% dân số nhỏ hơn 6 tuổi.